# Teuvo Länsivuori
Teuvo Pentti "Tepi" Länsivuori (né le 9 décembre 1945) est un ancien coureur de moto de Grand Prix. Finlandais. 
1973 fut sa meilleure année, lorsqu'il a terminé en deuxième position derrière Giacomo Agostini lors du Championnat du Monde 350 cm3 et également deuxième dans le championnat 250 cm3 derrière Dieter Braun. 
En 1976, il est encore 2e derrière son coéquipier chez Suzuki, Barry Sheene, au Championnat du monde 500 cm3.

## Les débuts

### L'amitié avec Saarinen
Teuvo Länsivuori débute par des courses sur glace, l'un des sports nationaux de la Finlande. Il y rencontre Jarno Saarinen avec qui il lie une solide amitié. Ils sont nés tous les deux en décembre 1945 à 2 jours d'écart, Teuvo le 9, Jarno le 11. Il n'a pas encore 20 ans lorsqu'il décroche sa toute première victoire au guidon d'une Husqvarna 175 cm3.

### Les débuts au mondial
Mordu par le virus de la compétition motocycliste, il s’essaye à plusieurs disciplines dans les années qui suivent mais c'est définitivement dans le milieu des courses de vitesse qu'il se sent le plus à l'aise. Ainsi, en 1968, il prend le départ de plusieurs épreuves de vitesse avec une 125 cm3 de marque Montesa.

## Carrière en Grand Prix
L'année suivante, pour sa première course du Continental Circus, il court son Grand Prix national à Imatra dans le cadre du championnat du monde 250 cm3 et termine huitième de la course et 38e du championnat 1969 exaequō avec un certain Christian Ravel.
La saison suivante (1970), il court à la fois en 125 et 250 cm3 au guidon d'une Yamaha mais les résultats ne sont pas encore satisfaisants. Il termine 27e au championnat 250 et 41e en 125.
En 1971, Teuvo Länsivuori commence à prendre ses marques dans le mondial il court en 250 et 350 cm3. Il met à profit l'expérience accumulée pour accumuler les meilleures places et parvient même à s'emparer de la victoire au Grand Prix d'Espagne à Jarama en 350 cm3. À la fin de la saison, il est dixième au classement mondial dans la catégorie 350 cm3 et 22e en 250.

### La disparition de Saarinen
En 1972, le Finlandais réalise une saison admirable en montant à deux reprises sur la seconde marche du podium d'un Grand Prix en 250 et 350. A Charade il se classe 2ème du 350cc et bat Renzo Pasolini et sa Aermacchi course gagné par Jarno Saarinen. À la fin de l’année il se classe cinquième du championnat en 250 cm3 et septième en 350 cm3. À la suite de ces résultats prometteurs, il est approché par Yamaha qui lui propose un guidon au sein du team Ardwison où court déjà son ami Jarno Saarinen. 
Il démarre ainsi la saison 1973 sur une machine officielle au guidon de laquelle il parvient à occuper régulièrement les avant-postes. Hélas, au Grand Prix d’Italie à Monza, son ami et coéquipier (quand Jarno Saarinen s'est tué, ils n'étaient pas coéquipiers, c'était Hideo Kanaya l'équipier de Jarno) Jarno Saarinen est victime d’un accident mortel qui coûte également la vie à l’Italien Renzo Pasolini.
Accablé de chagrin, Teuvo Länsivuori envisage d’abandonner la compétition et décide de prendre un peu de recul. Absent pendant deux mois, il fait néanmoins le choix de revenir courir en Grand Prix en hommage à son copain d’enfance. Au guidon, il ne lâche rien et parvient à se hisser au second rang mondial des deux catégories 250 cm3, devenant ainsi vice-champion du monde derrière Dieter Braun et vice-champion du monde 350 cm3 derrière Agostini.

### Chez Yamaha avec Agostini
En 1974, il change d’écurie mais reste auprès de Yamaha. Il a désormais pour coéquipier le grand et indétrônable Giacomo Agostini déjà détenteur de 14 titres. Il s’engage alors en catégorie 350 cm3 et 500 cm3. Une fois encore, les résultats sont bons et malgré quelques ennuis techniques il décroche deux victoires, trois secondes places et deux troisièmes positions. Finalement, il termine sixième en catégorie 350 cm3 et troisième en 500 cm3.
Un an plus tard, il est intégré au sein de la structure Suzuki et contribue au développement de la 500 quatre cylindres RG500. Avec un total de cinq podiums cette saison-là, il échoue au pied du podium final en terminant quatrième du championnat en 500 cm3.

### Dans l'ombre de Barry Sheene
En 1976, toujours sur Suzuki, il doit faire face à la concurrence acharnée de son coéquipier Barry Sheene qui décroche le titre à la fin de la saison. Länsivuori doit une nouvelle fois se contenter de la place de vice-champion du monde. 
En 1977, Barry Sheene et Länsivuori courent de nouveau pour les couleurs du constructeur japonais. Et une fois de plus, Barry Sheene écrase la concurrence et s’empare d’un nouveau titre de champion du monde. Länsivuori ne peut réitérer les exploits de la saison passée et est relégué au neuvième rang mondial.
En 1978, il prend part à sa dernière saison en championnat du monde mais ne décroche pas un seul podium. C’est sur une huitième place au classement mondial qu’il décide de prendre sa retraite.

## Résultats détaillés
| Position | 1  | 2  | 3  | 4 | 5 | 6 | 7 | 8 | 9 | 10 |
| Points   | 15 | 12 | 10 | 8 | 6 | 5 | 4 | 3 | 2 | 1  |

| Couleur | Résultat                     |
| ------- | ---------------------------- |
| Or      | Vainqueur                    |
| Argent  | 2e place                     |
| Bronze  | 3e place                     |
| Vert    | Terminé, dans les points     |
| Bleu    | Terminé, pas dans les points |
| Violet  | Abandon (Ab.) ou (Ret)       |
| Violet  | Non classé (NC)              |
| Rouge   | Pas qualifié (DNQ)           |
| Noir    | Disqualifié (DSQ)            |
| Blanc   | Pas au départ (DNS)          |
| Blanc   | Forfait (WD)                 |
| Blanc   | N'a pas participé (DNP)      |
| Blanc   | Blessé (INJ)                 |
| Blanc   | Exclu (EX)                   |
| Blanc   | Course annulée (C)           |

Gras - Pole position

Italiques - Meilleur tour en course

| Année | Catégorie | Équipe | 1       | 2       | 3     | 4      | 5     | 6     | 7      | 8      | 9     | 10      | 11    | 12    | 13    | Points | Rang | Victoires |
| ----- | --------- | ------ | ------- | ------- | ----- | ------ | ----- | ----- | ------ | ------ | ----- | ------- | ----- | ----- | ----- | ------ | ---- | --------- |
| 1969  | 250 cm3   | Yamaha | ESP -   | GER -   | FRA - | IOM -  | NED - | BEL - | RDA -  | TCH -  | FIN 8 | ULS -   | NAT - | YUG - |       | 3      | 38e  | 0         |
| 1970  | 125 cm3   | Yamaha | GER -   | FRA 10  | YUG - | IOM -  | NED - | BEL - | RDA -  | TCH -  | FIN 8 |         | NAT - | ESP - |       | 4      | 41e  | 0         |
| 1970  | 250 cm3   | Yamaha | GER 10  | FRA 12  | YUG 6 | IOM -  | NED - | BEL - | RDA -  | TCH 10 | FIN - | ULS -   | NAT - | ESP - |       | 7      | 27e  | 0         |
| 1971  | 250 cm3   | Yamaha | AUT -   | GER -   | IOM - | NED -  | BEL - | RDA - | TCH -  | SWE 4  | FIN - | ULS -   | NAT - | ESP - |       | 8      | 22e  | 0         |
| 1971  | 350 cm3   | Yamaha | AUT -   | GER -   | IOM - | NED -  |       | RDA - | TCH 10 | SWE 6  | FIN - | ULS -   | NAT 6 | ESP 1 |       | 25     | 10e  | 1         |
| 1972  | 250 cm3   | Yamaha | GER 9   | FRA 6   | AUT 7 | NAT 4  | IOM - | YUG - | NED 8  | BEL 8  | RDA - | TCH 8   | SWE 5 | FIN 4 | ESP 2 | 46     | 5e   | 0         |
| 1972  | 350 cm3   | Yamaha | GER 6   | FRA 2   | AUT 6 | NAT -  | IOM - | YUG - | NED 8  |        | RDA 5 | TCH 6   | SWE - | FIN 5 | ESP - | 42     | 7e   | 0         |
| 1973  | 250 cm3   | Yamaha | FRA 5   | AUT 4   | GER 3 |        | IOM - | YUG - | NED -  | BEL 1  | TCH 3 | SWE -   | FIN 1 | ESP - |       | 64     | 2e   | 2         |
| 1973  | 350 cm3   | Yamaha | FRA 3   | AUT 3   | GER 1 | NAT 2  | IOM - | YUG - | NED 3  |        | TCH 1 | SWE 1   | FIN - | ESP - |       | 77     | 2e   | 3         |
| 1974  | 350 cm3   | Yamaha | FRA 2   | GER -   | AUT - | NAT -  | IOM - | NED - |        | SWE 1  | FIN - |         | YUG - | ESP - |       | 27     | 6e   | 1         |
| 1974  | 500 cm3   | Yamaha | FRA 4   | GER -   | AUT - | NAT 2  | IOM - | NED 2 | BEL -  | SWE 1  | FIN 3 | TCH 3   |       |       |       | 67     | 3e   | 1         |
| 1975  | 500 cm3   | Suzuki | FRA Ab. | AUT 2   | GER 3 | NAT -  | IOM - | NED 5 | BEL -  | SWE -  | FIN 2 | TCH Ab. |       |       |       | 40     | 4e   | 0         |
| 1976  | 500 cm3   | Suzuki | FRA 4   | AUT DSQ | NAT 4 | IOM -  | NED - | BEL 5 | SWE 4  | FIN 2  | TCH 2 | GER -   |       |       |       | 48     | 2e   | 0         |
| 1977  | 500 cm3   | Suzuki | VEN -   | AUT -   | GER - | NAT 12 | FRA 7 | NED 7 | BEL 4  | SWE -  | FIN 7 | TCH 6   | GBR 3 |       |       | 35     | 9e   | 0         |
| 1978  | 500 cm3   | Suzuki | VEN -   | ESP 7   | AUT 5 | FRA -  | NAT 7 | NED - | BEL 5  | SWE 8  | FIN 4 | GBR 5   | GER 9 |       |       | 39     | 8e   | 0         |